# Tlogokotes
Tlogokotes is een bestuurslaag in het regentschap Purworejo van de provincie Midden-Java, Indonesië. Tlogokotes telt 702 inwoners (volkstelling 2010).